# بول أوسكار بلوك
بول أوسكار بلوك (1860-1896) (باللغة الفرنسية:Paul Oscar Blocq)، هو عالم أمراض فرنسي، يذكر له أعماله في مجال  الأمراض العصبية  مع جان مارتن شاركو (1825-1893) و غورغي مارينسكو (1863-1938) في مستشفى بيتي سالبترير في باريس.
بلوك ومارينسكو كانا أول الأطباء الواصفين للنسيج الخارج خلوي للويحات الخرف ( senile plaques)  المستقرة  في المادة الرمادية في الدماغ. كما أنهما تعرفا على حالة رعاش باركينسون ناتجة عن ورم في المادة السوداء في الدماغ. وقد قام  مشتركا مع مارينسكو وعالم البكتيريا فيكتور بابيش، بنشر عمل مهم في علم الأنسجة المرضي للجهاز العصبي بعنوان  
Atlas der pathologischen Histologie des Nervensystems.
كما أن المرض المسمى مرض بلوك قد سمي على اسمه، والذي يشير إلى أمراض اللاخطوية و اللاخطوية-اللاوقوفية وفقد الإرادة.